# 張匯文
張匯文（1905年8月13日—1986年6月2日），字叔海。山東省臨朐縣人。民國37年（1948年）在山東省第二選區當選第一屆立法委員。

## 生平[2]
- 北京匯文中學畢業
- 清華大學畢業
- 美國史丹福大學博土學位
- 山東省第六區選出的制憲國民大會代表
- 中央大學法學院教授兼政治系主任及法科研究所主任
- 民國37年，當選立法委員，曾出席第一屆立法院第一會期外交委員會、財政及金融委員會、糧政委員會
- 東吳大學、復旦大學、上海社會科學院法學研究所教授
- 中國國際法學會副會長，上海市法學會副會長
- 上海市人大常委、政協常委、民革上海市委員會副主委、民革中央委員、中央常委會顧問